# 결투 (1971년 영화)
《결투》(영어: Duel) 또는 대결은 미국의 1971년 로드 액션 스릴러 영화이다.
원래는 텔레비전 방영용으로 만들어진 텔레비전 영화로, 1971년 11월 13일 미국 ABC를 통해 최초 공개되었다. 이 텔레비전 영화가 시청률과 평론 양면에서 크게 성공하면서 추가 촬영을 통한 극장판 영화 제작이 결정되었다. 극장판은 미국 극장에서 제한 상영되었으며 유럽, 호주 등 해외 극장에도 걸렸다.
스티븐 스필버그가 유니버설 스튜디오에서 최초로 제작한 영화이기도 하다. 국내에서는 1984년 MBC를 통해 《대추적》이란 제명으로 처음 방영되었다.

## 줄거리
평범한 세일즈맨 데이비드 맨(데니스 위버 분)은 차를 몰고 가던 도중 도로에서 서행하는 낡은 트레일러를 추월한다. 이후 이 낡은 트레일러 운전자는 특별한 이유 없이 난폭 운전을 하며 데이비드를 집요하게 괴롭힌다.

## 출연진
- 데니스 위버
- 케리 로프틴
- 재클린 스콧
- 에디 파이어스톤
- 루 프리젤
- 유진 디나스키
- 루실 벤슨
- 팀 허버트